# Chaillevette
Chaillevette è un comune francese di 1 415 abitanti situato nel dipartimento della Charente Marittima nella regione della Nuova Aquitania.
Si trova sulla riva sinistra dell'estuario del fiume Seudre.

## Società

### Evoluzione demografica
Abitanti censiti